# گیگلی ۱۰۳۷۱
سیارک ۱۰۳۷۱ (به انگلیسی: 10371 Gigli، نامگذاری:1995DU3) ده هزار و سیصد و هفتادمین سیارک کشف شده‌است که در ۲۷ فوریه ۱۹۹۵ کشف شد.
قدر مطلق سیارک برابر ۱۵٫۸۰ است.